# Лескино (деревня)
Лескино — деревня в Гагаринском районе Смоленской области России. Входит в состав Гагаринского сельского поселения.
Население — 3 жителя (2022 год).

## География
Расположена в северо-восточной части области, на берегу реки Петровки, в 6 км к северо-востоку от Гагарина, в 10 км севернее автодороги М1 «Беларусь». В 7 км южнее деревни расположена железнодорожная станция Колесники на линии Москва — Минск.
Осевая доминанта деревни — улица Петровская.

## История
В годы Великой Отечественной войны деревня была оккупирована гитлеровскими войсками в октябре 1941 года, освобождена в марте 1943 года.
23-24 февраля 1943 года в бою за эту деревню погиб почти весь Отдельный лыжный батальон 29-й Гвардейской краснознамённой стрелковой дивизии, командир — гв. капитан Николай Иванович Костарев, замполит — гв. майор Александр Иванович Соколов, начштаба (ст. адъютант) — гв. капитан Николай Иванович Колянов, зам. комбата по строевой части — гв. капитан Тимофеев Аркадий Сергеевич, … Удалось выйти из окружения только небольшой группе во главе с секретарём парторганизации батальона — комсоргом гв. капитаном Тимофеем Ивановичем Сафоновым.
Входила в состав упразднённого Акатовского сельского поселения до 1 января 2019 года.

## Население
| 2007 |
| ---- |
| 2    |

## Инфраструктура
Личное подсобное хозяйство с зоной сельскохозяйственного использования, индивидуальная застройка усадебного типа.

## Памятные места, достопримечательности
Обелиск воинам отдельного лыжного батальона.

## Транспорт
Деревня доступна автотранспортом по грунтовой дороге из деревни Воробьёво.